# Ludwig Reichenbach
Heinrich Gottlieb Ludwig Reichenbach, född 8 januari 1793 i Leipzig, död 17 mars 1879 i Dresden, var en tysk naturvetenskapsman, zoolog och botaniker, filosofie och medicine doktor.
Reichenbach var praktiserande läkare, och blev 1818 extra ordinarie professor i medicin vid universitetet i Leipzig, 1820 professor i naturalhistoria vid mediko-kirurgiska högskolan och föreståndare för naturhistoriska museet i Dresden, där han även grundlade den botaniska trädgården. Reichenbach är mest bekant för sina planschverk, till vilka han själv tecknat och målat de konstnärliga tavlorna: Magazin der ästetischen Botanik (96 kolorerade tavlor, 1821–1826), Illustratio specierum Aconiti generis (72 kolorerade tavlor, 1823–1827), Iconographia botanica exotica (3 band, 250 kolorerade tavlor, 1827–1830), Iconographia botanica seu plantae criticae (10 band, 1 000 kolorerade tavlor, 1823–1832), Flora exotica (5 band, 360 kolorerade tavlor, 1834–1836) och, med biträde av sonen Heinrich Gustav Reichenbach, Icones florae germanicae et helveticae (2 800 kolorerade tavlor, 1834 ff.). Han utgav även Deutschlands Fauna (10 band, 834 tavlor, 1836–1854).
Auktorsnamnet Rchb. kan användas för Ludwig Reichenbach i samband med ett vetenskapligt namn inom botaniken; se Wikipediaartiklar som länkar till auktorsnamnet.